# Mistrzostwa Europy w Wioślarstwie 2008 – dwójka podwójna kobiet
Dwójka podwójna kobiet (W2x) – konkurencja rozgrywana podczas Mistrzostw Europy w Wioślarstwie 2008 w Atenach między 19 a 20 września.

## Harmonogram konkurencji
| Wydarzenie               | Runda      |
| ------------------------ | ---------- |
| Piątek, 19 września 2008 | Eliminacje |
| Piątek, 19 września 2008 | Repasaże   |
| Sobota, 20 września 2008 | Finał B    |
| Sobota, 20 września 2008 | Finał A    |

## Medaliści
| Złoto                                          | Srebro                                       | Brąz                                      |
| Ukraina · Kateryna Tarasenko · Jana Dementiewa | Polska · Magdalena Fularczyk · Natalia Madaj | Włochy · Gabriella Bascelli · Erika Bello |

## Wyniki

### Eliminacje
Reguła kwalifikacji: 1 → FA, 2.. → R

#### Eliminacje 1
| Miejsce | Zawodnik                           | Kraj            | Czas    | Uwagi |
| ------- | ---------------------------------- | --------------- | ------- | ----- |
| 1       | Kateryna Tarasenko Jana Dementiewa | Ukraina         | 7:01,78 | FA    |
| 2       | Rumjana Nejkowa Kristina Bonczewa  | Bułgaria        | 7:11,05 | R     |
| 3       | Kristina Stiller Debbie Flood      | Wielka Brytania | 7:14,01 | R     |
| 4       | Ioana Craciun Maria Diana Bursuc   | Rumunia         | 7:15,44 | R     |

#### Eliminacje 2
| Miejsce | Zawodnik                                      | Kraj   | Czas    | Uwagi |
| ------- | --------------------------------------------- | ------ | ------- | ----- |
| 1       | Magdalena Fularczyk Natalia Madaj             | Polska | 6:57,20 | FA    |
| 2       | Gabriella Bascelli Erika Bello                | Włochy | 6:59,33 | R     |
| 3       | Triantafyllia Kalampoka Christina Giazitzidou | Grecja | 7:18,22 | R     |
| 4       | Donata Vištartaitė Lina Šaltytė               | Litwa  | 7:44,64 | R     |

### Repasaże
Reguła kwalifikacji: 1-4 → FA, 5... → FB
| Miejsce | Zawodnik                                      | Kraj            | Czas    | Uwagi |
| ------- | --------------------------------------------- | --------------- | ------- | ----- |
| 1       | Gabriella Bascelli Erika Bello                | Włochy          | 7:11,53 | FA    |
| 2       | Triantafyllia Kalampoka Christina Giazitzidou | Grecja          | 7:16,89 | FA    |
| 3       | Rumjana Nejkowa Kristina Bonczewa             | Bułgaria        | 7:17,72 | FA    |
| 4       | Kristina Stiller Debbie Flood                 | Wielka Brytania | 7:18,39 | FA    |
| 5       | Ioana Craciun Maria Diana Bursuc              | Rumunia         | 7:18,79 | FB    |
| 6       | Donata Vištartaitė Lina Šaltytė               | Litwa           | 7:22,23 | FB    |

### Finał B
| Miejsce | Zawodnik                         | Kraj    | Czas    | Uwagi |
| ------- | -------------------------------- | ------- | ------- | ----- |
| 1       | Ioana Craciun Maria Diana Bursuc | Rumunia | 7:07,09 |       |
| 2       | Donata Vištartaitė Lina Šaltytė  | Litwa   | 7:07,50 |       |

### Finał A
| Miejsce | Zawodnik                                      | Kraj            | Czas    | Uwagi |
| ------- | --------------------------------------------- | --------------- | ------- | ----- |
|         | Kateryna Tarasenko Jana Dementiewa            | Ukraina         | 6:55,95 |       |
|         | Magdalena Fularczyk Natalia Madaj             | Polska          | 6:57,33 |       |
|         | Gabriella Bascelli Erika Bello                | Włochy          | 6:58,10 |       |
| 4       | Triantafyllia Kalampoka Christina Giazitzidou | Grecja          | 7:07,80 |       |
| 5       | Kristina Stiller Debbie Flood                 | Wielka Brytania | 7:10,56 |       |
| 6       | Rumjana Nejkowa Kristina Bonczewa             | Bułgaria        | 7:11,72 |       |